# Juan Collantes
Juan José Collantes Guerrero (ur. 7 stycznia 1983 w San Fernando) – hiszpański piłkarz występujący na pozycji pomocnika w AD Alcorcón.